# Anna Shorina
Anna Shorina –en ruso, Анна Шорина– (26 de agosto de 1982) es una deportista rusa que compitió en natación sincronizada.
Participó en dos Juegos Olímpicos de Verano en los años 2004 y 2008, obteniendo dos medallas de oro, una en Atenas 2004 y una en Pekín 2008. Ganó siete medallas en el Campeonato Mundial de Natación entre los años 2001 y 2007, y cuatro medallas en el Campeonato Europeo de Natación entre los años 2002 y 2006.

## Palmarés internacional
| Juegos Olímpicos   | Juegos Olímpicos      | Juegos Olímpicos | Juegos Olímpicos  |
| Año                | Lugar                 | Medalla          | Prueba            |
| ------------------ | --------------------- | ---------------- | ----------------- |
| 2004               | Atenas (Grecia)       | Medalla de oro   | Equipo            |
| 2008               | Pekín (China)         | Medalla de oro   | Equipo            |
| Campeonato Mundial |                       |                  |                   |
| Año                | Lugar                 | Medalla          | Prueba            |
| 2001               | Fukuoka (Japón)       | Medalla de oro   | Equipo            |
| 2003               | Barcelona (España)    | Medalla de oro   | Equipo            |
| 2005               | Montreal (Canadá)     | Medalla de oro   | Equipo            |
| 2005               | Montreal (Canadá)     | Medalla de oro   | Combinación libre |
| 2007               | Melbourne (Australia) | Medalla de oro   | Equipo técnico    |
| 2007               | Melbourne (Australia) | Medalla de oro   | Equipo libre      |
| 2007               | Melbourne (Australia) | Medalla de oro   | Combinación libre |
| Campeonato Europeo |                       |                  |                   |
| Año                | Lugar                 | Medalla          | Prueba            |
| 2002               | Berlín (Alemania)     | Medalla de oro   | Equipo            |
| 2004               | Madrid (España)       | Medalla de oro   | Equipo            |
| 2006               | Budapest (Hungría)    | Medalla de oro   | Equipo            |
| 2006               | Budapest (Hungría)    | Medalla de oro   | Combinación libre |